# Karaholma
Karaholma är en ö i Finland.   Den ligger i kommunen Salo i den ekonomiska regionen  Salo och landskapet Egentliga Finland, i den södra delen av landet, 120 km väster om huvudstaden Helsingfors.
Terrängen på Karaholma är mycket platt.